# Традиционные скинхеды

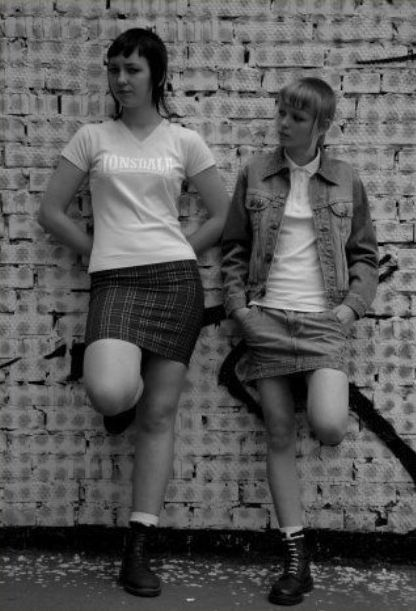
Скингёрлс

Традиционные скинхеды (также просто трады; англ. Traditional Skinheads
[trə'diʃənl 'skinheds]) — аполитичная субкультура, возникшая как реакция на появление ответвлений от первоначальной субкультуры. Тесно связана с танцевальной музыкой регги и ска и современной песней Oi!.

## Краткое описание субкультуры
Данная субкультура копирует стиль изначальной культуры конца 1960-х.
Основным лозунгом данной субкультуры можно назвать лозунг «Remember the Spirit of '69». Данная фраза является выражением тех идеалов, к которым стараются быть максимально близки традиционные скинхеды. В основном, эти идеалы копируют культурные устои среди скинхедов периода 1960-х годов:
- Работа. Скинхеды гордятся своей принадлежностью к рабочему классу;
- Друзья. Так называемое Unity, Единение («важнее дружбы нет ничего на свете»);
- Семья (семья для скинхедов это корни, истоки);
- «Корни». Одно из важных понятий в субкультуре традиционных скинхедов; выражение его находит своё отражение в популярном выражении: «Remember your roots!», что, в принципе, является другой стороной выражения «Remember the Spirit of '69», так как «Дух 69» (Spirit of '69) — корни самой субкультуры, «золотое время» её развития. Понятие «корней» также важно ещё и тем, что включает в себя музыку, характерную для скинхед-среды 60-х (ска, реггей, рокстеди, соул).;
- Анти-расизм. Такая позиция объясняется тем, что субкультура скинхедов происходит из смешения двух культур — ямайских темнокожих рудиз (rude boys) и английских модов (mods).

Кроме этого, принято разделять культуру традиционных скинхедов по музыкальным предпочтениям:
- Троян-скинхеды (Trojan Skinheads) — представители субкультуры традиционных скинхедов, слушающие ска, регги, рокстеди, и другую музыку, популярную в скинхед-среде в 1969 году.
- Ой-скинхеды (Oi! Skinheads) — другое ответвление, представители которого слушают музыку Oi!, или его более быструю разновидность известную как «street-punk».

Некоторые представители субкультуры традиционных скинхедов слушают музыку и Троян-скинхедов, и Ой-скинхедов.

## История возникновения
Считается, что субкультура скинхедов в первоначальном виде (и их подражатели из современной скинхед среды,— традиционные скинхеды) возникла в процессе эволюции субкультуры модов, выразившейся в упрощении внешнего вида в сторону более простой, но не менее опрятной одежды и ассимиляции музыкальных традиций и некоторых элементов внешнего вида ямайской эмигрантской молодёжи (rude-boys) того времени.
На конец 1960-х годов в Соединённом Королевстве пришёлся пик популярности новомодной ямайской музыки реггей, что также связывается с субкультурой скинхедов того времени. Многие записи, считающиеся сегодня классикой скинхед-реггей, были в лидерах чартов продаж тех лет. Как считается, такой успех обеспечило быстро развивающееся течение скинхедов и, соответственно, возрастающий спрос на музыку, популярную в их среде.
Кроме этого, новой субкультурой были заинтересованы и звукозаписывающие компании, которым они обеспечивали высокий уровень продаж музыки. Для стимулирования спроса записывались песни специально для скинхедов и про скинхедов. Позднее такая музыка станет называться скинхед-реггей, что, фактически, является обозначением популярной карибской танцевальной музыки второй половины 60-х годов. Традиционно в это понятие включается, в первую очередь, раннее реггей, рокстеди и ямайское ска.
С движением скинхедов того времени также связываются понятия «паки-» и «хиппи-бэшинг». Этими терминами обозначаются стычки (драки) между скинхедами и выходцами из стран Азии, а также между скинхедами и хиппи соответственно.
В музыкальном наследии скинхед-реггей есть песня о «паки-бэшинге», где описывается то, что не нравилось некоторым скинхедам в пакистанцах:
why oh

oh why oh

skinhead a bash them

…

skinhead say paki them can’t reggae
…

skinhead say paki no spend money

skinhead say paki no live no way

…

skinhead say paki them can’t reggae

skinhead say paki can’t jeggae

…

why oh

oh why oh

why oh

oh why oh

skinhead say paki no live no way

skinhead say paki no have no woman
Нападения происходили на всех, кого называли «paki». Бенгальцы, бангладешцы и выходцы с Ближнего Востока, не говорившие по-английски, также назывались «paki». В этих столкновениях участвовали не только англичане, но и греки, карибские rude boys и другие приезжие, в большинстве своём происходившие из той же среды, что и скинхеды, и так или иначе связанные с ними.
С другой стороны, были и песни с миротворческим содержанием, например песня Десмонда Райли «Skinhead, a Message to You»:

Skinhead a message to you:

Wear your boots

But don’t kick nobody

Music is sweet

Come and join the beat

Music is nice

It makes you feel allright

Предшественники скинов — hard mods — как и все моды, старались одеваться недорого, хотя и со вкусом, но их стиль одежды был ближе к рабочей. Именно они создали культ определённого набора одежды: джинсы Levi's, donkey jackets, массивные ботинки, служившие незаменимым аргументом в нескончаемых разборках футбольных болельщиков и уличных потасовках.

## Развитие
Вскоре в моду у скинов вошли рубашки Ben Sherman, а джинсы стало принято подворачивать под высоту ботинка, чтобы подчеркнуть стиль обуви, где преобладали Cherry Red Boots или лёгкая итальянская кожаная обувь. Покупая качественную, отнюдь не дешёвую одежду, они действовали по принципу «всё что на мне надето, заработано моим трудом». Вскоре стало принято носить подтяжки, армейские брюки, ботинки Dr. Martens, куртки Harrington, костюмы из переливающейся на свету мохеровой ткани — Tonic suits. Особым шиком считалась короткая причёска со своеобразным выбритым пробором.
К весне 1970 многим полюбились новые рубашки с коротким рукавом и рисунком в крупную клетку от Ben Sherman, Brutus и Jatex. Таким образом сформировался окончательный стиль одежды скинхедов. Как преемники модов, одним из правил которых был уникальный и стильный внешний вид, некоторые принялись изобретать для себя что-то новое — они чуть отращивали волосы, ходили в плащах, клетчатых брюках и даже носили с собой зонты-трости.